# Orlando Jordan
Orlando Jordan (Richmond (Virginia), 10 juli 1971) is een Amerikaans professioneel worstelaar. Hij was bekend in de World Wrestling Entertainment en in de Total Nonstop Action Wrestling.

## In worstelen
- Afwerking bewegingen
  - Black Ice (Shoulder jawbreaker or a double knee backbreaker)
  - Blackout (Leg hook reverse STO)
  - Running leg drop bulldog

- Kenmerkende bewegingen
  - Running powerslam
  - Dropkick, sometimes from the top rope
  - Johnson Shuffle (Three left–handed jabs followed by a right–handed knockout punch)
  - Fallaway slam
  - Inverted facelock neckbreaker slam
  - Orlando Magic (Swinging neckbreaker)
  - pinebuster

- Bijnamen
  - "The Policy"
  - "Secretary of State"
  - "Chief of Staff"

## Prestaties

### Amateur worstelen
- All–American Wrestling Champion (2 keer)
- Central Region (Richmond) Wrestling Champion (3 keer)
- National Wrestling Champion (2 keer)
- Virginia Commonwealth Games Freestyle Wrestling Champion (1 keer)
- Virginia State Wrestling Champion (AAA) (1 keer)

### Professioneel worstelen
- Maryland Championship Wrestling
  - MCW Heavyweight Championship (1 keer)

- Nu-Wrestling Evolution
  - NWE World Heavyweight Championship (1 keer)

- World Wrestling Entertainment
  - WWE United States Championship (1 keer)